# Consommation énergétique d'un smartphone
La consommation énergétique d'un téléphone portable est définie par la quantité d'énergie utilisée par le téléphone portable afin de faire fonctionner les services qu'il propose. L'écart entre l'énergie stockée dans la batterie et l'énergie consommée par les composants principaux a augmenté avec chaque génération. La consommation d'énergie d'un téléphone portable résulte de la consommation de ses composants parce que les logiciels, toujours plus nombreux, les sollicitent. 
Les chercheurs travaillent sur différentes solutions pour réduire la consommation d'énergie afin d'améliorer l'expérience utilisateur. La consommation énergétique d'un téléphone portable a un impact important sur son autonomie mais un impact négligeable sur la consommation d'énergie globale: bien que très variable d'un modèle à un autre, un smartphone consomme de quelques dizaines de milliwatts (en état inactif, connecté au réseau, écran éteint) à quelques watts (en état actif avec écran allumé et utilisation de composants comme le Wi-Fi ou le processeur).

## État des lieux
Pour un article plus général, voir Smartphone.
La pénétration du marché des téléphones portables est forte. En fin d'année 2013, 1,4 milliard de téléphones portables sont en circulation dans le monde. Ils sont équipés de processeurs et systèmes d'exploitations plus puissants et de plusieurs interfaces réseaux. Ils remplacent différents objets que nous avions dans notre poche et permettent à leur utilisateur d'interagir avec les équipements environnants.
Mais l'utilisation des téléphones portables est fortement limitée par la durée de vie de leur batterie, qui est soumise aux contraintes de taille et de poids du terminal. De plus l'énergie est l'une des principales ressources qui lorsqu'elle est épuisée, rend toutes les applications de l'appareil mobile inopérantes, y compris celles qui sont essentielles telles que les appels d'urgence. Finalement, la question que se pose un utilisateur lorsqu'il exécute une application mobile est : « Combien de temps puis-je utiliser mon téléphone en exécutant cette application ? ». L'optimisation de la consommation d'énergie de millions d'applications pour les téléphones portables est donc d'une importance critique. Savoir mesurer la consommation de l'énergie des terminaux mobiles est donc d'une importance cruciale pour la compréhension et le débogage de la consommation d'énergie des applications mobiles.

## Historique
Au début des années 2000, le domaine de recherche prioritaire concernait l'efficacité énergétique pour le calcul, tel que la consommation d'énergie des microprocesseurs, puisque les services de l'Internet mobile comme le courrier électronique étaient encore à leur début. Puis les interfaces WLAN comme les interfaces Bluetooth et IEEE 802.11 sont devenues omniprésentes. Avec les services de l'Internet mobile qui deviennent populaires et les utilisations d'application qui ont radicalement changé, la transmission de données sans fil représente une partie importante de la consommation d'énergie des smartphones.
Puis, à partir de 2003, plusieurs leaders de l'industrie ont mis au point des solutions pour apporter la présence de la 3D dans les plates-formes mobiles. En raison de l'intensité des calculs de la géométrie et de la pixellisation, ainsi qu'un affichage toujours actif, ces applications 3D sont extrêmement gourmandes en énergie. Des améliorations dans la technologie des batteries ne permettront pas à satisfaire les besoins énergétiques du traitement graphique 3D dans les appareils portatifs futurs, ce qui motive les recherches sur l’amélioration de l’efficacité énergétique.
L'utilisation de batteries de plus grande capacité pourrait être une solution triviale, mais leur évolution technologique ne suit pas les tendances dictées par la loi de Moore. Alors que la puissance de calcul est doublée tous les deux ans selon Moore, la capacité de la batterie double tous les dix ans seulement. En outre, avec plus de capteurs, comme le GPS, disponibles sur les appareils, et comme l'amélioration de la capacité de la batterie est très modérée par rapport à l'augmentation des nouveaux services et matériels, le contrôle du contexte et de la consommation d'énergie du smartphone devient un défi.

## Définition

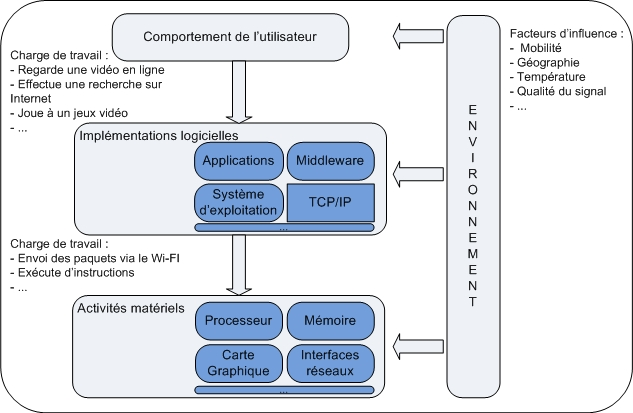
Interactions entre le matériel, les logiciels, les utilisateurs et l'environnement

La consommation énergétique d'un smartphone est définie par le coût énergétique nécessaire aux composants matériels pour réaliser leur activité. Cette activité est induite par les exécutions de logiciels, liées à l'activité des utilisateurs. En effet, les logiciels produisent une quantité de travail, pendant un temps donné (par exemple accès entrée-sorties, encodage ou décodage de données), ce qui donne lieu à des opérations sur le matériel. En d'autres termes, la consommation d'énergie résulte de l'exécution d'applications qui, par leurs comportements, déclenchent une charge de travail sur les composants matériels. L'environnement externe peut aussi influencer sur la charge de travail des opérations logicielles et matérielles. Par exemple, des interférences réseaux peuvent entraîner une retransmission des données lors d'une transmission sans fil. Cela se traduit par une variation de la charge de travail sur les accès entrée-sorties.
De plus, les terminaux sont alimentés par batteries pour permettre le plus haut degré de liberté à l'utilisateur, mais cela limite les ressources en termes d'énergie et de puissance. Il est essentiel de comprendre la différence entre ces deux termes qui sont parfois utilisés de façon interchangeable.
PuissanceLa vitesse à laquelle le travail est effectué, exprimé en watts ⇒ {\displaystyle Puissance={\frac {Travail}{Temps}}}.
ÉnergieL'intégrale du temps et de la puissance, exprimé en joules ⇒ {\displaystyle Energie=Puissance\times Temps}.
La consommation d'énergie des maisons ou des bureaux est mesurée en kilowatts-heures (1 kWh = 3600 kJ). La capacité des batteries est souvent donnée en milliampères-heures (mAh). 1 000 mAh correspondent à 13 300 joules en supposant que la tension moyenne de la batterie soit de 3,7 V.
De plus, un composant d'un smartphone peut avoir un ou plusieurs niveaux d'états de puissance :
État actifLe processeur d'application est opérationnel. L'écran est allumé et les composants sont actifs. L'énergie consommée dans l'état actif est élevé (par exemple de 300 à 2000 mW, lors de l'écoute de la musique et en utilisant le Wi-Fi), et varie considérablement selon l'utilisation.
État inactifLe processeur d'application est inactif, tandis que le processeur de communication réalise un niveau d'activité faible, car il doit rester connecté au réseau dans le but de recevoir des appels, SMS,. L'appareil est en mode de faible puissance. La puissance consommée à l'état inactif est nettement inférieure à l'état actif, et est relativement invariable dans des usages normaux. Elle est mesurée autour de 70 mW,.
État de « queue »L'appareil n'est pas à l'état inactif mais aucune application n'est active. Les composants tels que les cartes réseau, carte SD et GPS sur de nombreux smartphones présentent ce phénomène de l'état de « queue ». Ils restent à un état de puissance élevé pendant un certain temps après leur activité.

## Sources de consommation matérielle
| Composant       | Consommation |
| --------------- | ------------ |
| Processeur      | 35 %         |
| Wi-Fi           | 25 %         |
| GSM             | 25 %         |
| Bluetooth       | 7 %          |
| Autres          | 5 %          |
| Rétro-éclairage | 3 %          |

Les smartphones modernes sont équipés d'une grande variété de composants matériels intégrés. Les composants principaux sont la CPU, la mémoire, la carte SD, le Wi-Fi, le téléphone, le Bluetooth, le GPS, l'appareil photo, l'accéléromètre, la boussole numérique, l'écran LCD, l'écran tactile, le microphone et le haut-parleur. Il est courant pour les applications des smartphones d'utiliser plusieurs composants simultanément afin d'offrir une expérience utilisateur plus riche,. Chaque composant matériel peut être dans plusieurs modes de fonctionnement, connus comme les états d'alimentation de ce composant, consommant chacun une quantité d'énergie différente.

### Le processeur
La consommation d'énergie du processeur est fortement influencée par l'utilisation et la fréquence de la CPU,. Par exemple, le processeur n'est pas sollicité lors de la recherche de nouveaux réseaux Wi-Fi, en revanche, il est largement utilisé par la plupart des jeux. S'il fait encore partie des composants qui consomment le plus d’énergie (12,7 % de la puissance), des techniques d'optimisation de l'énergie de la CPU ont fait l'objet de nombreuses recherches et des techniques matures, comme l'ajustement dynamique de la fréquence ont déjà été intégrées dans les smartphones. Mais les résultats mesurés dépendent aussi énormément du contexte d'utilisation. En effet, plus le processeur est utilisé, plus il consomme de l'énergie,. Par exemple, en 2007, des mesures sur un HTC Wizard i-mate K-JAM (en) montrent que le processeur consommait jusqu'à 35 % de la puissance totale.

### La mémoire
Pour la mémoire vive (RAM), la puissance peut être assez élevée (supérieure à 100 mW dans certains scénarios), mais est toujours à corréler avec l'utilisation du processeur. Elle peut dépasser la puissance du processeur dans certaines charges de travail, mais dans des situations concrètes, la puissance du processeur éclipse celle de la mémoire par un facteur de deux ou plus. Par conséquent, en pourcentage, la mémoire contribue en moyenne à 6 % de la puissance totale. En mode veille cependant, la mémoire peut monter jusqu'à 20 %, car elle doit conserver l'état du système. La mémoire flash, elle, contribue peu à la consommation d'énergie. Sa consommation culmine à 30 mW lors d'un enregistrement vidéo, soit 1,5 % de la puissance totale. Sinon elle ne représente que 0,5 % du total,. Les mémoires vive et flash font partie des plus faibles consommations électriques.

### Stockage
Des mesures faites sur l'interface de la carte SD, une SanDisk 2 Go, montrent une augmentation de la puissance de 2,2 mW pour les écritures, et une augmentation de 21,1 mW pour les lectures,. Sa consommation d'énergie est négligeable. Même lors de lecture vidéo, l'une des utilisations avec la plus forte concentration de données d'appareils mobiles, les résultats des mesures montrent que la puissance consommée de la carte SD est bien inférieure à 1 % de la puissance totale.

### L'affichage et la 3D
Un facteur conduisant à l'adoption généralisée des téléphones portables a été l'amélioration spectaculaire dans les technologies d'affichage. L'écran est le dispositif de sortie principal pour l'interaction avec l'utilisateur final. La majorité de sa consommation d'énergie peut être attribuée au rétroéclairage (jusqu'à 414 mW) ; l'affichage comprend l'écran LCD, l'écran tactile, l'accélérateur graphique, et le rétroéclairage. Le contenu affiché à l'écran peut également affecter la consommation d'énergie de 74,2 mW avec un écran blanc et 33,1 mW pour un écran noir,. En d'autres termes, la consommation de l'écran représente environ 35,5 % de la puissance active du smartphone. Elle est composée de 19,2 % à 19,5 % dus à la luminosité de l'écran, et 16,3 % dus au contenu sur l'écran. A contrario, le rétroéclairage consomme une quantité d'énergie négligeable lorsque le smartphone est à l'état inactif (7,8 mW).
Le matériel graphique dédié, avec un processeur graphique (GPU), disponible sur le haut de gamme des smartphones, a permis de fournir à la fois une exécution plus rapide et une plus faible consommation électrique.
De plus l'incorporation de graphismes 3D dans les smartphones a posé plusieurs défis aux concepteurs de matériels car comparé à d'autres plates-formes, ils doivent composer avec un apport énergétique limité et une puissance de calcul inférieure. La résolution, le niveau de détail (LOD), l'éclairage, la texture et la fréquence de rafraîchissement des trames sont des facteurs qui jouent un rôle essentiel dans la détermination de la qualité des graphismes 3D. Par exemple, en comparaison, sur une simulation d'un jeu en 2D (Angry Birds) et d'un jeu en 3D (Need for Speed Most Wanted) pendant 110 secondes, la puissance consommée mesurée pour le jeu 2D est de 1 516 mW, tandis que pour le jeu 3D, la puissance consommée est de 2 425 mW,.
Très récemment, des écrans AMOLED ont commencé à remplacer les écrans LCD standard des smartphones grand public. Par rapport à l'écran LCD, AMOLED offre une meilleure qualité d'affichage et un meilleur rendement énergétique en raison de son mécanisme unique d'éclairage.

### Interfaces réseau
Les smartphones sont équipés de multiples interfaces réseaux sans fil qui leur permettent de répondre aux différentes demandes de communication et de réseau. Comme les smartphones s'en remettent de plus en plus aux connexions sans fil pour réaliser des fonctions, la consommation énergétique augmente de manière significative.

#### Bluetooth
Le Bluetooth est une norme de connexion sans fil peu énergivore, de courte portée (10 mètres) et qui offre une bande passante de 1 Mb/s.
L'interface Bluetooth possède trois états. Un état actif, et deux états d'économie d'énergie composée d'un mode « renifleur » qui permet de maintenir l'interface Bluetooth connectée et de la réactiver rapidement lors d'une transmission de données, et d'un mode « sommeil profond » qui est le mode le plus économe en énergie.
Une étude de la consommation de la carte Bluetooth « BlueCore3 » a été réalisée en 2006. D'après sa fiche technique, la carte Bluetooth « BlueCore3 » consomme 5,8 mW à l'état de veille et 81 mW à l'état actif (en transfert de données). Or les données mesurées montrent plutôt une consommation de 25 mW à l'état de veille et 120 mW à l'état actif (en transfert de données). Le mode veille correspond au mode « renifleur » car le mode « sommeil profond » n'est pas disponible pour le carte « BlueCore3 ».
| Carte                                                  | Consommation en état Basse puissance - veille | Consommation à l'état actif - transfert de données |
| ------------------------------------------------------ | --------------------------------------------- | -------------------------------------------------- |
| BlueCore3 (consommation donnée par la fiche technique) | 5,8 mW                                        | 81 mW                                              |
| BlueCore3 (consommation mesurée)                       | 25 mW                                         | 120 mW                                             |

Entretemps, la technologie Bluetooth a été rapidement améliorée et consomme moins d’énergie tout en améliorant son taux de transfert.
Une autre étude effectuée en 2011 à partir d'un smartphone Nokia N95 montre notamment que le fait de passer la carte Bluetooth à l'état actif ajoute un surcoût énergétique d'uniquement 3 mW. En état de veille, avec toutes les interfaces réseaux éteintes, et l'écran également, le smartphone Nokia N95 consomme 12 mW. Cette valeur représente le minimum de consommation du smartphone Nokia N95, elle est incluse dans tous les autres résultats.
| État                  | Précision sur l'état                                                                                      | Puissance en mW |
| --------------------- | --- | --------------- |
| Éteint                | Toutes les interfaces réseaux ainsi que l'écran sont éteints. C'est la consommation minimum du smartphone | 12              |
| Actif                 | Lorsque le Bluetooth est passé à l'état actif                                                             | 15              |
| Connecté et en veille | Lorsque le smartphone est connecté à un autre équipement mais il n'y a pas d'échange de données           | 67              |
| Recherche             | Lorsque le téléphone est à la recherche d'autres équipements Bluetooth                                    | 223             |
| Réception             | En réception de données                                                                                   | 425             |
| Émission              | En émission de données                                                                                    | 432             |

#### Wi-Fi
Le Wi-Fi est une norme de connexion sans fil de courte portée (100 mètres) et qui offre une bande passante de 11 Mb/s pour la norme IEEE 802.11b, ou encore 54 Mb/s pour la norme IEEE 802.11g. L'utilisation du Wi-Fi produit un pic de consommation lors de la recherche de bornes Wi-Fi et lors de son association avec la borne, jusqu'à près de cinq fois plus d'énergie que le transfert de données. Cependant le coût du maintien de cette association est faible,. La consommation d'énergie augmente quand le temps entre deux transferts augmente, cette augmentation se produit car l'interface Wi-Fi reste à l'état actif ce qui consomme 3 à 3,5 joules par minute. Pour économiser de l'énergie, l'interface Wi-Fi fournit un mode « économie d'énergie » uniquement accessible lorsque le terminal reste connecté à la même borne Wi-Fi. De plus, la consommation peut être différente entre les différents types d'interfaces sans fils.
| Carte                                                      | Consommation en état basse puissance (veille) | Consommation à l'état actif (transfert de données) |
| ---------------------------------------------------------- | --------------------------------------------- | -------------------------------------------------- |
| Cisco PCM-350 (consommation mesurée)                       | 390 mW                                        | 1 600 mW                                           |
| Netgear MA701 (consommation donnée par la fiche technique) | 264 mW                                        | 990 mW                                             |
| Linksys WCF12 (consommation mesurée)                       | 256 mW                                        | 890 mW                                             |

| État                    | Tornado        | Wizard         | Nokia N95      |
| ----------------------- | -------------- | -------------- | -------------- |
| Émission                | 1 242,3 mW     | 1 844 mW       | 1 629 mW       |
| Réception               | 988,7 mW       | 1 716,7 mW     | 1 375 mW       |
| Inactif                 | Non communiqué | 1 271,1 mW     | 979 mW         |
| Sommeil                 | <1 mW          | <1 mW          | Non communiqué |
| Mode économie d'énergie | 48,7 mW        | 84,5 mW        | 26 mW          |
| En connexion            | Non communiqué | Non communiqué | 868 mW         |
| En déconnexion          | Non communiqué | Non communiqué | 135 mW         |

L'interface Wi-Fi peut se trouver dans cinq états : transmission, réception, inactif, sommeil et économie d'énergie. L'état de sommeil est celui qui consomme le moins. La consommation est sensiblement réduite en mode « économie d'énergie ». L'état inactif peut être relativement élevé, car il correspond juste à l'état précédant l'état de sommeil. Les smartphones équipés d'une interface Wi-Fi IEEE 802.11b (vitesse maximale de 11 Mbit/s), comme le HTC Tornado (en) et Nokia N95, consomment moins d'énergie que les smartphones équipés d'une interface Wi-Fi IEEE 802.11g (vitesse maximale de 54 Mbit/s), comme le HTC Wizard (en). La réception consomme moins d'énergie que l'émission. Des mesures effectuées sur un smartphone ZTE V880 ont également mis en évidence que le Wi-Fi consomme plus d'énergie en émission qu'en réception.

#### 3G
La 3G permet des usages de transferts de données haut débit tels que les MMS, la visualisation de vidéos en streaming et la navigation web.
Deux facteurs déterminent la consommation d'énergie due à l'activité du réseau dans un smartphone. Tout d'abord, l'énergie d'émission qui est proportionnelle à la longueur d'une transmission et au niveau de puissance d'émission. Puis le protocole de contrôle de ressources radios (en) qui est responsable de l'allocation de canal et de la mise à l'échelle de la puissance consommée par l'interface réseau sur la base de temporisateurs d'inactivité.
Le controleur de ressources radios (en) est composé de cinq états :
VeilleDans ce mode, l'interface réseau du smartphone ne communique pas avec le réseau même si elle est à l'écoute des messages de diffusion. C'est dans cet état que le smartphone consomme le moins d'énergie,.
Cellule_DCHDans cet état, le smartphone est associé un canal de transport dédié et est donc en mode émission et réception. Il consomme le plus de ressources réseau et l'impact sur la batterie est à un niveau très élevé (800 mW). Quand il n'y a pas d'activité pendant une période de temps déterminée, l'interface réseau entre dans l'état Cellule_FACH,.
Cellule_FACHDans cet état, le smartphone communique avec le réseau par l'intermédiaire d'un canal partagé. Quelques bits de données peuvent être transmis à un débit de données relativement faible.S'il existe un grand volume de données à émettre, l'interface réseau du smartphone passe à l'état Cellulle_DCH,.La consommation est supérieure à l'état de veille. Elle est de 400 mW.
Cellule_PCHDans cet état, aucun canal physique dédié n'est alloué à l'équipement utilisateur, de sorte qu'aucune activité d'émission ne soit possible, mais le smartphone est connu d'un canal partagé. La consommation d’énergie est faible, 30 mW.
Un autre paramètre influe sur la consommation énergétique du téléphone. C'est la temporisation d'inactivité qui contrôle la transition entre états. La consommation d'énergie, à valeur de temporisation d'inactivité identique, est moindre pour la technologie WCDMA que pour la technologie cDMA2000. Le phénomène d'état de « queue » est également très impactant sur la 3G. Par exemple, lors de la réception d'un fichier de 50 Ko, l'énergie consommée à l'état de « queue » représente plus de 60 % de l'énergie totale consommée alors qu'en début de transfert, seulement 14 % de l'énergie totale est consommée.
La qualité du signal du réseau de téléphonie mobile est également une source de consommation d'énergie. En effet, plus la qualité du signal est mauvaise ou que le smartphone est éloigné d'une antenne-relais, plus la consommation d'énergie est importante,.
| Réseau | Émission par Mb/s | Réception par Mb/s | Passage à l'état actif |
| ------ | ----------------- | ------------------ | ---------------------- |
| 4G     | 438,39 mW         | 51,97 mW           | 1 288,04 mW            |
| 3G     | 868,98 mW         | 122,12 mW          | 817,88 mW              |
| Wi-Fi  | 283,17 mW         | 137,01 mW          | 132,86 mW              |

#### 4G
En 4G le smartphone peut avoir deux états : « RRC-connecté » et « RRC-veille »,. Le smartphone transite de l'état « RRC-veille » vers l'état « RRC-connecté » lorsqu'il y  a une réception ou émission de données. Après le dernier paquet transféré, la temporisation d'inactivité s'enclenche. Le smartphone retourne à l'état « RRC-veille » lorsque la temporisation d'inactivité du smartphone est écoulée. Chaque changement d'état consomme de l'énergie.
La réception discontinue (en)C'est un mécanisme d'économie d'énergie qui consiste à mettre en œuvre des temporisations, entre deux transferts de données, qui permettent de mettre l'interface radio dans un état de « micro sommeil ». Dans l'état « RRC-connecté », le terminal peut-être dans le mode « réception continue », « réception discontinue courte » ou « réception discontinue longue » alors qu'à l'état « RRC-veille » il peut uniquement être en mode « réception discontinue ». Lorsqu'il n'y a plus de réception de paquets depuis un temps donné, l'interface entre dans une période de « micro sommeil », puis va périodiquement se « réveiller » afin de vérifier qu'il n'y ait pas de nouveaux paquets en réception.
Le coût d'activation de la carte 4G est élevé, cela s'explique par le fait que plus la taille des transferts est importante, plus le réseau 4G devient économe en consommation d'énergie. Cependant, l'interface LTE consomme beaucoup d'énergie, à cause du phénomène de l'état de « queue » qui est particulièrement élevé (de 32,2 % à 62,2 % de la consommation totale).

#### GSM/Edge
Lorsque le smartphone est à l'état inactif, la puissance de l'interface GSM est importante, consommant environ 45 % de la puissance globale (environ 30 mW). Contrairement à la 3G, l'énergie à l'état de « queue » ne représente que 30 % de l'énergie de transfert. L'énergie de début de transfert reste faible. L'interface GSM s'expose à une petite quantité énergie de maintenance, entre 2 et 3 joules par minute pour garder l'interface éveillée. C'est plutôt la taille des données qui domine la consommation d'énergie que les temps d'inter-transfert. L’interface GSM a une consommation d'énergie relativement uniforme, malgré un débit qui est variable.
Il apparaît également que le réseau Edge consomme plus d'énergie en émission qu'en réception. Cette différence s'accroît considérablement lorsque la bande passante augmente (mesures effectuées à partir d'un smartphone « ZTE V880 »).

### Systèmes de localisation
Le GPSC'est le système de localisation le plus répandu. Mais il présente pourtant trois désavantages principaux : le temps nécessaire à l'obtention de la première localisation peut être important, il ne peut être utilisé qu'à l'extérieur,, et il consomme beaucoup d'énergie,. Sur le smartphone Samsung Galaxy S III le GPS consomme 386 mW lors de l'acquisition du signal, puis 433 mW. En contrepartie le GPS est disponible dans les zones rurales dans lesquelles le réseau n'est pas disponible et il est également très précis,.
Système de localisation basé sur le Wi-Fi (en)Ce système utilise l'adresse MAC de la borne Wi-Fi à laquelle le smartphone est connecté. Il obtient la correspondance entre l'adresse MAC et le positionnement de la borne Wi-Fi grâce à une base de données. La précision de cette méthode est bonne en milieu urbain avec beaucoup de bornes Wi-Fi, mais ne peut pas déterminer la position dans les zones rurales où la densité de celles-ci est bien moindre. La consommation de cette méthode dépend de la fréquence de recherche des bornes Wi-Fi.
Système de localisation basé sur le réseau cellulaireComme pour le système basé sur le Wi-Fi, ce système se base sur un identifiant unique de la tour de téléphonie cellulaire. Il est créé à partir du code de téléphonie mobile du pays, du code du réseau cellulaire, de l'identifiant et de l'identifiant de localisation de la tour. À l'aide de cet identifiant unique un téléphone mobile peut retrouver la localisation, de la tour à laquelle il est connecté, via une base de données.
Le GPS est le système de localisation le plus consommateur d'énergie. Pour mettre en évidence la différence de consommation d'énergie de ces trois méthodes, des tests ont été réalisés à partir d'un smartphone Nokia N95 qui effectue une localisation toutes les 30 secondes avec, au départ, une batterie chargée à 100 %. Il apparaît qu'avec le système GPS la batterie est déchargée au bout de 9 heures, au bout de 40 heures avec le système Wi-Fi et au bout de 60 heures avec le système basé sur le réseau cellulaire.

### Bogues d'énergie matériels
Les bogues qui influent sur la durée de vie de la batterie dans les smartphones ont été identifiés comme « bogues d'énergie », appelés aussi « ebug ».
A. Pathak a réalisé une classification des bogues d’énergie en exploitant 39 000 messages laissés sur quatre forums en ligne. Le résultat illustre la diversité de leurs symptômes et les causes des bogues d’énergie.
Voici le résultat de son classement pour les bogues d’énergie matériels :
Batterie15,71 % des messages font l'état d'un épuisement anormal de l’énergie due à une batterie défectueuse. Les messages ont indiqué plusieurs raisons : chargeur endommagé, batterie usagée, dégâts des eaux. Outre le fait que la batterie pourrait être endommagée, il a été observé que, dans certains cas, le smartphone affiche des statistiques de charge incorrectes. Par exemple, un smartphone affiche une batterie chargée à cent pour cent alors qu'elle n'est qu'à trente pour cent de charge. Les problèmes de batterie défectueuse sont résolus soit par le remplacement d'une nouvelle batterie, soit par l'achat d'un nouveau téléphone. Dans certains cas une procédure appelée « étalonnage de la batterie » peut suffire,.
Carte SIM0,43 % des messages montre que la carte SIM du téléphone peut également causer une perte d’énergie de multiples façons. Une vieille carte SIM peut être endommagée et conduire à de mauvais contacts, ce qui provoque une perte d’énergie. De plus les différentes cartes SIM fonctionnent sur différentes tensions (5 V, 3 V, 1,8 V). Un décalage dans la génération de la tension pourrait déclencher une décharge de la batterie. Pour finir, l'utilisation de micro SIM dans les téléphones les plus récents (par exemple, iPhone) oblige des utilisateurs à «couper» leur SIM normale, ce qui peut endommager la carte SIM et court-circuiter les broches ce qui entraîne une perte d’énergie.
Carte SDUne carte SD externe peut être le déclencheur de perte d'énergie. Plus précisément, une carte SD corrompue peut perturber des applications qui tentent à plusieurs reprises d'accéder au matériel.
Dommages extérieursLes dommages extérieurs au matériel périphérique mobile peuvent également entraîner une baisse inexpliquée de l’énergie d'un smartphone. Par exemple, 1,23 % des messages indiquent qu'une usure des boutons du téléphone a rendu le bouton « écran d’accueil » hypersensible. Cela a abouti à un déverrouillage aléatoire du mobile et donc à l'allumage du rétro-éclairage et l'activation de la CPU à plusieurs reprises, consommant de l’énergie.
Matériels externes4,65 % des messages attribuent le problème d’énergie à un matériel externe. Parmi ceux-ci, les chargeurs de téléphone inappropriés ont été signalés comme la plus grande source (4,12 % des messages). Chargeurs mural, chargeurs USB, et les chargeurs de voiture ne chargent que partiellement le téléphone et chauffent considérablement le dispositif. Les composants externes tels que les haut-parleurs pour la musique et les claviers ont été signalés comme des sources de perte d’énergie. Ces matériels externes contiennent généralement leur propre source d'alimentation, mais il a été observé qu'ils pouvaient consommer la puissance de l'appareil auxquels ils sont connectés. Par exemple, l'Eee-pad perd rapidement de l'énergie lorsqu'il est connecté à un clavier externe.

## Sources de consommation logicielles

### Navigation web
Beaucoup de sites populaires fournissent une version mobile, optimisée pour écran de petite taille. Du fait de la méconnaissance de la consommation d'énergie par le Navigateur web, le code de nombreux sites n'est pas optimisé et oblige le navigateur à utiliser plus de puissance que nécessaire. De plus les contenus Web dynamiques comme JavaScript et Flash sont largement utilisés dans de nombreux sites. Bien que les ordinateurs de bureau puissent facilement manipuler ces contenus web dynamiques, leur exécution est consommatrice de temps et d’énergie. Par exemple, simplement en optimisant le code Javascript de la page Wikipédia pour mobile, une économie d'énergie de 35 joules à 25 joules peut être réalisée, soit une économie de 29 %. De plus, la consommation d'énergie des navigateurs mobiles varie pendant le chargement des mêmes pages et images. Des bannières publicitaires peuvent augmenter la consommation d'énergie des navigateurs.
Côté connectivité, le réseau Wi-Fi est environ quatre fois plus efficace que la 3G. En effet, pour une lecture de trois articles sur le site mobile de BBC News pendant 180 secondes, la navigation web consomme 1275 mW via le Wi-Fi et 1479 mW via la 3G,. Cela correspond à une réduction de 20 % de l'énergie totale. Cette différence s'explique uniquement par le coût énergétique de l'interface radio 3G. Cependant, le coût de maintien d'une connexion de données utilisée est plus faible dans le cas 3G (≈ 10 mW) que dans le cas du Wi-Fi (50 mW),.

### Appels vocaux
| Usage                                 | 2G       | 3G         |
| ------------------------------------- | -------- | ---------- |
| Réception de données                  | 500 mW   | 1 400 mW   |
| Transfert de données                  | 1 389 mW | 591 mW     |
| Émission d'un appel durant 5 minutes  | 683,6 mW | 1 265,7 mW |
| Réception d'un appel durant 5 minutes | 612,7 mW | 1 224,3 mW |
| Veille [Combien ?]                    | 15,1 mW  | 25,3 mW    |
| Envoi d'un SMS de 100 octets          | 1,72 mW  | 2,24 mW    |
| Envoi d'un SMS de 150 octets          | 2,35 mW  | 3,22 mW    |
| Envoi d'un SMS de 200 octets          | 2,52 mW  | 3,42 mW    |
| Envoi d'un SMS de 250 octets          | 2,64 mW  | 3,56 mW    |
| Envoi d'un SMS de 300 octets          | 3,15 mW  | 4,22 mW    |

Émettre un appel vocal via le réseau GSM consomme en moyenne 800 mW. Cette valeur élevée est en partie due au rétroéclairage du smartphone. Cependant, une désactivation du rétroéclairage, comme Android le propose, permet d'économiser jusqu'à 40 % de puissance. De plus, réaliser et recevoir un appel par le GSM consomme respectivement 46 % et 50 % moins d'énergie que l'utilisation de l'UMTS. Puis lorsque le smartphone est à l'état inactif, être connecté à un réseau GSM coûte 41 % de moins en énergie qu’être relié à l'UMTS. C'est la raison principale pour laquelle les utilisateurs de smartphone 3G, ayant comme seul intérêt de passer des appels téléphoniques devraient désactiver la technologie 3G.

### SMS
Lors de la rédaction d'un SMS, la puissance consommée est dominée par l'affichage. La consommation d'énergie lors de l'envoi d'un SMS augmente linéairement avec la longueur du message. Il est aussi à noter qu'en raison niveau d'une puissance plus élevée de l'interface radio 3G, l'envoi d'un SMS en utilisant la 3G est toujours plus consommateur d'énergie que l'utilisation de GSM.

### Transferts de données
Pour télécharger des fichiers, le réseau GSM consomme 40 à 70 % d'énergie en moins que le réseau 3G. En effet, la puissance de l'interface radio de la 3G est plus élevée que celle du GSM. De plus, le phénomène d'état de « queue » est beaucoup plus présent sur la 3G. Par exemple, l'état de « queue » pour le GSM est d'environ 6 secondes, beaucoup plus faible que les 12,5 secondes fixées pour la 3G.
L'utilisation du réseau Wi-Fi reste plus économe que l'utilisation du GSM, surtout pour des transferts de données supérieurs à 100 ko, car le coût d'association à une borne borne Wi-Fi est élevé. En effet, le coût énergétique de l'association du smartphone à une borne Wi-Fi est comparable au coût énergétique de l'état de « queue » de la 3G. De plus, comme le réseau GSM est payant et que le réseau Wi-Fi est gratuit, ce dernier devrait être le réseau de prédilection pour le transfert de données. Malheureusement les réseaux Wi-Fi sont loin d'être aussi répandus, et donc accessible que le réseau GSM/EDGE.

### Multimédia
Les applications en streaming, telles que YouTube, Dailymotion ou Vimeo, sont aujourd'hui extrêmement populaires mais font partie des applications les plus consommatrices d'énergie. La communication réseau (le téléchargement), le décodage et l'affichage sont les trois actions les plus consommatrices d'énergie,. Les services de streaming reposent majoritairement sur le protocole HTTP via TCP.
La lecture en streaming se décompose en deux parties, le démarrage rapide durant lequel le serveur de streaming transmet des données au lecteur à un débit supérieur à celui du reste de la lecture. Ces données sont stockées dans la mémoire tampon du lecteur. Pour la suite de la lecture plusieurs techniques sont possibles.
Mise en cache rapideC'est le fait de télécharger complètement le fichier. Cette méthode, utilisée par le lecteur YouTube HTML5 embarqué dans navigateurs, est la plus économe en consommation d'énergie,. De cette manière les interfaces réseau seront dans un état de basse consommation d'énergie pendant la lecture. Néanmoins si le fichier n'est pas lu dans sa totalité, des données auront été téléchargées inutilement. Il en résulte un gaspillage d'énergie,.
Taux d'encodageLe serveur tente d'envoyer plus de données que le lecteur ne peut en stocker dans sa mémoire tampon. Ensuite le contrôle de flux TCP autorise le serveur à transmettre le reste des données au débit auquel le lecteur les lit. Cette technique, utilisée par le lecteur YouTube flash player haute définition embarqué dans les navigateurs est la plus énergivore. En effet l'interface réseau est active plus longtemps car le débit est inférieur au débit maximum et l'intervalle de temps entre deux paquets n'est pas suffisant pour que l'interface passe à l'état inactif.
ÉtranglementLe serveur transfère les données avec un débit moindre que pour le transfert en vrac, mais avec un débit plus élevé que pour le « taux d'encodage ». Le débit demandé par le lecteur est précisé dans la requête HTTP. Le débit pour le lecteur YouTube flash player du navigateur du smartphone Samsung Galaxy S III est 1,25 fois le débit du « taux d'encodage ». Cette technique, utilisée par le lecteur YouTube flash player standard et basse définitions embarqué dans les navigateurs effectue la lecture plus rapidement que la technique « taux d'encodage ». Mais comme la technique « taux d'encodage », elle gaspille de l'énergie car le débit est inférieur au débit maximum.
Arret-Démarrage-MLe lecteur (client) ouvre une nouvelle connexion TCP et envoie une nouvelle requête HTTP pour chaque « démarrage ». Après avoir réceptionné une quantité de données le lecteur clos la connexion. Cette technique utilisée par le lecteur YouTube natif gaspille de l'énergie, notamment en 3G et en 4G car l'interface réseau se retrouve dans un état de « queue » après chaque transfert.
Arrêt-Démarrage-SLe lecteur (client) utilise une connexion TCP persistante. Il arrête simplement la lecture lors d'une période d'« arrêt ». Pendant cette période d'« arrêt » des messages de contrôle de flux TCP sont échangés entre le serveur et le lecteur. C'est le lecteur qui provoque la prochaine « période de démarrage ». Cette technique, utilisée par les lecteurs Dailymotion et Vimeo consomme beaucoup d'énergie car la connexion est persistante. L'interface réseau est donc à l'état actif en permanence.

### Jeux
Les jeux qui s'appuient sur des graphiques 3D, sont parmi les applications les plus populaires sur les smartphones. Mais, en raison du grand volume de calcul graphique sur le processeur et la GPU et de l'exigence de la qualité d'affichage, les jeux vidéo font partie des types d'applications pour smartphone consommant le plus d'énergie,. La contribution de la CPU à la consommation d'énergie totale peut aller jusqu'à 40 %. C'est l'étape des calculs de géométrie, où le processeur calcule les attributs de vertex et les positions au sein d'une scène 3D, qui utilise la plus grande partie de la puissance et de temps de calcul, consommant plus de 40 % de temps de calcul et plus de 35 % de la puissance totale. De plus, certains jeux vidéo nécessitent une interaction de l'utilisateur qui implique l'utilisation fréquente des différents capteurs, par exemple, les détecteurs d'inclinaison ou de déplacement des doigts sur l'écran tactile, influant sur la consommation d'énergie.

### Publicités et programmes tiers
Un grand nombre d'applications sont inutilement avides d’énergie. En effet, la plupart de l'énergie d'une application est passée dans l'accès aux composants d'entrées-sorties. La CPU consomme une petite fraction de l'énergie de l'application, dont la plus grande part est utilisée dans la construction de l'interface graphique de l'application. Une étude montre même que 65 % à 75 % de l'énergie dans les applications gratuites sont dépensés dans des modules de publicité tiers, comme dans Angry Birds, ou seule 20 % de la consommation totale d'énergie a été utilisée pour réellement jouer au jeu lui-même. L'exécution d'une application populaire, sur une durée de trente secondes, peut activer 29 à 47 processus fils, dont beaucoup sont des programmes tiers. La complexité de ces applications est de taille. L'exécution d'environ 30 secondes de ces applications consomme de 0,35 % à 0,75 % d'une charge complète de la batterie, un taux qui pourrait vider l'ensemble de la batterie en quelques heures
| Application        | Durée | Nombre threads | % batterie | Principale cause de perte d'énergie                                                             |
| ------------------ | ----- | -------------- | ---------- | ----------------------------------------------------------------------------------------------- |
| Navigateur Android | 30 s  | 34             | 0,35 %     | 38 % pour les requêtes et réponse HTTP et 16 % dû à un outil de traqueur d'utilisateur          |
| Angry Birds        | 28 s  | 47             | 0,37 %     | 45 % dû à un outil de traqueur d'utilisateur                                                    |
| Fchess             | 33 s  | 37             | 0,60 %     | 50 % dû à la publicité                                                                          |
| nytimes            | 41 s  | 29             | 0,75 %     | 65 % pour la construction de la base de données et 15 % dû à un outil de traqueur d'utilisateur |
| mapquest           | 29 s  | 43             | 0,60 %     | 27 % pour le rendu du navigateur, 20 % sur le téléchargement de la carte                        |

### Localisation
Les applications basées sur la localisation, telles que « trafic en temps réel », Facebook ou Myspace, sont utilisées pour être en contact permanent avec les réseaux sociaux, pour les besoins professionnels ou encore pour le divertissement. Ces applications, qui nécessitent des localisations en temps réel, consomment beaucoup d'énergie. Cette énergie est en partie consommée par des rafraîchissements inutiles de la localisation. En effet, dans certains cas, comme lorsque le téléphone est statique ou que le signal GPS ou réseau cellulaire n'est pas disponible, les requêtes de localisation sont tout de même exécutées alors qu'elles sont infructueuses. Un autre cas est l'exécution simultanée de plusieurs applications basées sur la localisation. Celles-ci invoquent des rafraîchissements de localisation de manière indépendante au lieu de se synchroniser.
Les deux paramètres qui influent sur la consommation d'énergie sont l'intervalle de temps et l'intervalle de distance qui produisent le rafraîchissement de la localisation. Les applications peuvent décider d'augmenter ces intervalles afin de réduire la consommation d'énergie, quand la batterie est faible par exemple. Ceci peut se traduire par le paramétrage du rafraîchissement toutes les minutes ou tous les 20 mètres plutôt que toutes les 30 secondes et tous les 10 mètres.

### Bogues d'énergie logiciels
Pour conserver au maximum l'énergie de la batterie, la politique de gestion de l'alimentation par défaut d'un smartphone est que chaque composant, y compris la CPU, reste éteint ou dans un état de repos, à moins que l'application indique explicitement au système d'exploitation de rester actif. Par exemple, Android, IOS et Windows Mobile mettent en œuvre un système agressif qui suspend l'ensemble du système après une brève période d'inactivité de l'utilisateur. C'est aux développeurs d'applications qu'incombe la responsabilité de maintenir ou non le système éveillé. Pour cela les applications utilisent des « verrous de sommeil » pour s'assurer que les composants restent éveillés indépendamment des activités des utilisateurs. Les applications peuvent alors mener des activités d'information périodiques comme les notifications. Une mauvaise gestion de ces « verrous de sommeil » dans le code des applications donne inévitablement lieu à des bugs d'énergie, qui contribuent de façon significative à des pertes d’énergie.
Classification des principaux bogues d’énergies logiciels :
le « bogue sans sommeil »Le « bogue sans sommeil » est une situation où une application positionne un verrou pour un composant, mais qui ne le libère pas, même après que le travail soit terminé. Ils résultent d'une mauvaise manipulation dans le codage de l'application des API de contrôle de puissance. L'impact d'un « bogue sans sommeil » peut être sévère et causer une perte d’énergie de 10 à 25 % par heure sans aucune intervention de l'utilisateur,. Le « bogue sans sommeil » a été observé dans de nombreuses applications populaires comme Facebook, Google latitude, Google Calendar, services de messagerie ou encore des widgets,.
le « bogue de boucle »Le « bogue de boucle » est une situation où une application tente d'effectuer des tâches inutiles de façon périodiques. Plusieurs « bogues de boucle » sont déclenchés quand l'application n'est pas capable de gérer les événements externes imprévus, comme une panne d'un serveur distant ou le changement de mot de passe d'un compte de messagerie. L'application va tenter à plusieurs reprises de se connecter au serveur distant, ou de s'authentifier au serveur de messagerie. Ce comportement traduit une consommation d'énergie non voulue,.
Les bogues du système d'exploitationLes mises à jour du système d'exploitation, voulues ou non, représentent un grand nombre de plaintes clients. Par exemple, de nombreux utilisateurs d'iPhone ont signalé une baisse soudaine de la vie de la batterie de 100 heures en veille à 6 heures en veille en raison des nouvelles fuites d'énergie dans iOS 5 d'Apple. Les utilisateurs d'Android ont également rencontrés ce type de problème sur différents types de dispositifs,. Mais les bogues d’énergie liés aux systèmes d'exploitation, sont difficiles à identifier en raison des systèmes mobiles propriétaires.

## Mécanismes de surveillance de la consommation d'énergie
Être capable de créer un modèle de consommation d'énergie est crucial pour une meilleure compréhension, conception et mise en œuvre des logiciels. Il existe deux méthodes pour mesurer et comprendre comment l'énergie est consommée sur les smartphones : La mesure de la puissance et de la modélisation de puissance. Ces deux méthodes sont complémentaires et doivent être suffisamment calibrées pour ne pas avoir d'incidence sur la validité des résultats.

### Mesure de la puissance
La mesure de la puissance a pour objectif d'établir une mesure précise de la puissance consommée. Il existe deux méthodes principales pour mesurer la puissance au niveau système. Tout d'abord, obtenir des informations de la batterie dont la tension et le courant directement par les interfaces de programmation d'application (API) ou à partir du logiciel de profilage de l'énergie. Cette méthode est plus facile à mettre en œuvre. Ou, une méthode plus précise, en prenant des mesures de puissance physique au niveau des composants. Le choix de la méthode dépend de la disponibilité d'instruments et des exigences de la mesure de puissance.

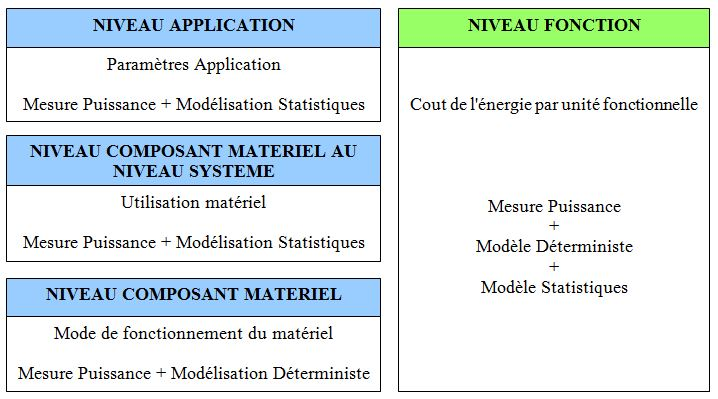
Présentation des techniques de modélisation de puissance

### Modélisation de puissance
La modélisation de la puissance permet de décrire la façon dont l'énergie est consommée en utilisant des modèles mathématiques.
D'un point de vue du logiciel, chaque composant matériel a plusieurs modes de fonctionnement, correspondant à des activités et des capacités de traitement différentes. Compte tenu d'un mode de fonctionnement, il est possible de dériver la consommation d'énergie de la composante matérielle et donc de construire son modèle.
Il existe deux ensembles de méthodes pour établir la modélisation :
Méthodes déterministesL'idée est d'estimer la puissance consommée par les composants matériels sur la base de leur activité. Plusieurs chercheurs ont créé des outils de profilage, qui permettent d'établir le profil de performance des applications, d’efficacité énergétique, et / ou impact sur le réseau. Par exemple, l'outil Eprof, permet de tracer et comptabiliser l’énergie de chaque appel système.
Méthodes statistiquesLes méthodes statistiques ont pour but de trouver une relation entre la consommation de puissance et des variables de modèle basé sur des modèles statistiques comme la régression linéaire. L'idée générale est de trouver la relation entre les statistiques du système collectées et la consommation d'énergie.Par exemple, l'outil Sésame permet d'établir une corrélation entre la consommation d'énergie et les statistiques systèmes, ou l'outil ARO qui se compose d'un collecteur de données et d'analyseurs inter-couches.

## Axes d'amélioration

### Batteries
Les batteries lithium-ion sont très populaires pour les systèmes embarqués mobiles en raison du bon rapport énergie/poids, de leurs longues durées de vie, et leur faible auto-décharge. De plus, selon M.Kim, la consommation de la batterie est plus élevée que la consommation d'énergie du smartphone seul. Il y a une différence substantielle (+27,6 % dans le pire des cas, 9,0 % en moyenne) entre la consommation de la batterie et la consommation d'énergie du smartphone à cause de pertes dans la batterie. Les futures recherches d'économie d'énergie sur les batteries devraient, selon lui, être plus orientées sur la consommation de l'ensemble "batterie + smartphone" plutôt que sur la consommation d'énergie du smartphone seul.
D'autres pistes sont étudiées. Certains chercheurs, de l'université de Stanford, utilisent les nanotechnologies pour concevoir des batteries capables de produire dix fois la quantité d'électricité des batteries lithium-ion actuelles,. D'autres chercheurs tentent d'exploiter les mouvements de l'utilisateur afin de recharger la batterie du téléphone, mais ils n'en sont qu'au stade initial,.
De la même manière les constructeurs ne proposent pas de réelles innovations pour améliorer la performance de leur batterie mais avec des réglages et des bonnes astuces, il est possible d'augmenter les capacités d'autonomie des smartphones.
En augmentant l'épaisseur des smartphones, il devient possible de faire des batteries plus épaisses et donc plus lourdes. Ce qui a pour effet d'augmenter l'autonomie.
La batterie amovible de l'ordiphone permet d'augmenter rapidement l'autonomie.

### Conception des applications et systèmes d'exploitation
Les concepteurs d'applications sont incités à développer des logiciels pour les smartphones en prenant en compte l'efficacité énergétique. Leur principal obstacle est la difficulté de déterminer l'impact des décisions de conception de logiciels sur la consommation d'énergie du système. Du point de vue de l'informatique mobile, les développeurs de systèmes d'exploitation doivent être conscients de l'impact important du code sur la consommation d'énergie en raison de la CPU.

### Optimiser la gestion des interfaces réseaux
L'un des objectifs est de garder les interfaces réseaux à un niveau faible de puissance car pendant l'état inactif, il n'y a pas les mêmes exigences de performance que lorsqu'un utilisateur utilise activement le smartphone. Réduire la consommation d'énergie à l'état de repos doit être une priorité pour améliorer la durée de vie de la batterie (en moyenne, le téléphone est à l'état inactif 89 % du temps, et cela représente 46,3 % de la consommation totale du système). Par conséquent, réduire les niveaux de puissance des interfaces pendant l'activité du réseau, si les modules d'entrées-sorties sont éteints, peut augmenter l'efficacité énergétique d'un smartphone. De plus, il est important de regrouper les phases d'activité d'accès au réseau autant que possible, bien qu'elles doivent rester dans un ordre séquentiel, ceci afin d'obtenir des périodes plus longues d'inactivité et de réduire le phénomène d'état de queue.

### Cloud computing
À l'ère du cloud computing, la consommation d'énergie d'un smartphone peut être diminuée de manière efficace, en le déchargeant des tâches lourdes et en les déportant vers le cloud. En effet avec cette solution, les processus informatiques complexes, et le stockage de données sont déployés hors du téléphone, dans une infrastructure informatique plus puissante et plus efficace. Par exemple, l'encodage vidéo nécessite un traitement lourd qui draine la batterie du smartphone si elle est faite sur le processeur du smartphone. Le cloud computing peut donc potentiellement permettre d'économiser de l'énergie, même si toutes les applications ne doivent pas être migrées vers le Cloud. Le déport d'une application dans le Cloud n'est bénéfique que lorsque cette application est consommatrice en puissance de calcul et demande peu d'interactions avec les interfaces réseaux, car la majorité de la consommation d'énergie pour les applications déportées est due à la transmission des données.

### Informations sur l'usage
Il existe des paramètres dans les systèmes d'exploitation des smartphones, par exemple sous Android, qui limitent le nombre d'applications d'arrière-plan en cours d'exécution. Cependant, toutes les applications ne réduisent pas l'efficacité énergétique d'un smartphone. Par conséquent, au lieu de limiter le nombre d'applications, il devrait y avoir une information sur les applications et les types d'accès réseau moins consommateurs en énergie. Ainsi, l'utilisateur pourrait agir en conséquence. De plus les téléphones mobiles fournissent des interfaces utilisateur permettant de faire des compromis entre la durée de vie de la batterie et la facilité d'utilisation, tels que la luminosité de l'écran, mais la plupart des utilisateurs n'utilisent pas les niveaux de luminosité multiples. Un réglage automatique de la luminosité doit être inclus dans les smartphones. Les interfaces utilisateurs permettent également aux utilisateurs de désactiver les composants énergivores du système, tels que les interfaces Bluetooth et Wi-Fi, afin d'économiser l'énergie.

## Aspect sociétal
Alors que les besoins annuels en électricité pour la charge d'un seul smartphone sont négligeables, il ne faut pas négliger la consommation induite par leur multiplication. Fin 2013, plus de 1 milliard de personnes possédaient un smartphone. En 2011, les fabricants ont vendu plus de smartphones que de PC. Leur consommation collective d'électricité prend donc une importance plus grande.
Le téléphone consomme l'énergie stockée dans sa batterie. Le problème vient de la nécessité de recharger les batteries en utilisant une prise du réseau électrique ou une autre source d'énergie électrique. L'un des problèmes fondamentaux est le rendement de la conversion de l'énergie à partir du réseau de distribution électrique pour fournir un travail utile. En d'autres termes, déterminer le nombre de joules d'énergie issus du réseau électrique pour produire un joule de travail lors de l'utilisation de l'appareil. Par exemple, la consommation énergétique annuelle d'un abonné est estimée à 2,34 kWh. Cela équivaut à 39 heures de fonctionnement d'une ampoule de 60 watts ou encore à l'énergie utilisée par une voiture pour parcourir 8 km.
Une consommation d'énergie élevée, déterminée par la capacité de la batterie, les actions de l'utilisateur, l'efficacité énergétique du matériel et des logiciels du téléphone conduit à des besoins de recharges fréquentes, et donc à une plus grande consommation d'énergie à partir du réseau électrique. La plus grosse part de la consommation énergétique vient de la charge du téléphone. Le chargeur, une fois branché sur une prise électrique, consomme de l'énergie, téléphone relié ou non. En effet, en raison des pertes de conversion et de stockage de l'électricité, seulement une partie de l'énergie prélevée sur le réseau électrique produit un travail utile dans le dispositif mobile fonctionnant sur batterie, le reste se dissipe sous forme de chaleur. La recharge de la batterie ne consomme que 40 % de l'énergie totale consommée, par contre 55 % est perdue à cause du branchement inutile du chargeur, les 5 % restants correspondent à une durée de charge trop longue du téléphone.
Il y a trois axes d'améliorations possibles :
- Améliorer l'efficacité énergétique du chargeur[141] ;
- Sensibiliser les utilisateurs à la bonne utilisation de la charge de son téléphone[143] ;
- Informer les utilisateurs sur la consommation énergétique des applications disponibles[130].

Influencer le comportement de l'utilisateur (par exemple, en incitant les utilisateurs à débrancher les chargeurs) est susceptible d'être moins efficace que des améliorations techniques car la consommation d'électricité du processus de recharge ne présente pas un intérêt immédiat pour l'utilisateur final. Cependant, certains fournisseurs de téléphones tentent d'influencer le comportement de l'utilisateur avec des alertes qui suggèrent à l'utilisateur de débrancher le chargeur lorsque la recharge est terminée.
Mais, une étude de Opower montre que la question de l'impact de la consommation d’énergie des smartphones sur la consommation d'énergie globale est plus complexe. En effet, les habitudes des consommateurs changent, ils utilisent les smartphones pour faire des choses qu'ils faisaient auparavant sur des ordinateurs, téléviseurs et consoles de jeux. Par exemple, en mars 2012, les utilisateurs américains accèdent au site Facebook majoritairement avec leur smartphone. Depuis 2011, le visionnage de contenus vidéo premium a augmenté sur les tablettes et les smartphones, tandis que les ordinateurs personnels accusent une baisse marquée. Autre fait, les smartphones et tablettes utilisent beaucoup moins d'énergie que les appareils plus gros (par exemple les PC). Lorsque l'on compare la consommation d'électricité des smartphones aux besoins des appareils électriques plus volumineux historiquement utilisés pour la connectivité et le divertissement, les résultats montrent que les économies sont substantielles.